# ルブリントライアングル
ルブリントライアングル（リトアニア語: Liublino trikampis、ポーランド語: Trójkąt Lubelski、ウクライナ語: Люблінський трикутник）とは、ウクライナの欧州連合およびNATOへの統合支援を目的とした、リトアニア、ポーランド、ウクライナ間の政治的、経済的、文化的、社会的協力のための地域連合である 。
ルブリントライアングルの3か国は、ウクライナの、国際的に認められた国境内での領土保全の回復への支持を表明し、並びにロシアによる侵略の終結を要求している。さらに、同連合はウクライナをNATOの新規加盟国として迎えることを支持しており、また、そのための手段として、ウクライナのNATO加盟行動計画は必要不可欠であると見なしている。
リトアニア・ポーランド・ウクライナ三国の地域連合は、三国が共有する伝統と歴史的な結びつきを活かしたものである。設立にあたっての共同宣言は、2020年7月28日にポーランドのルブリンで署名された。ルブリンが選ばれたのは、当時ヨーロッパで最も大きな国の1つであったポーランド・リトアニア共和国を創設した1569年のルブリン合同に依ったものである。
三国間の地域連合を作るという発想は、19世紀ポーランドの政治家、アダム・イエジィ・チャルトリスキと、20世紀後半に活躍した独立ウクライナの政治家、ヴィアチェスラフ・チョルノブィリによって提唱されていた。

## 歴史
設立に関する共同宣言は、リトアニア外務大臣のリナス・リンケビチウス、ポーランド外務大臣のヤセク・チャプトウィッチ、ウクライナ外務大臣のドミトロ・クレーバによって、2020年7月28日にポーランドのルブリンで署名された。
2020年8月1日、ウクライナのドミトロ・クレーバ外務大臣は、キエフで開催される第2回会合にベラルーシのヴォロディミール・マケイ外務大臣を招待した。2020年9月10日にポーランドのカルパチで開催された経済フォーラムで、ポーランド外務省東部局長のJan Hofmoklは、ルブリントライアングルは実際にはベラルーシも含めた「正方形」であるべきだと述べた。彼によると、ベラルーシ政府は当初、この政治プロジェクトに興味を持っていたが、後に考えを変えた。
2020年9月17日、ルブリントライアングルの国内コーディネーターの最初の会議がビデオ形式で開催された。駐トルコウクライナ大使のヴァシリー・ボドナー、ポーランド外務省国務次官のマルシン・プシダッハ、リトアニアのキャリア外交官のダルス・セクオリスがコーディネーターに任命され、ドミトロ・クレーバ外務大臣のイニシアティブで、キエフで開催されるルブリントライアングルの次の外相会議の準備について話し合った。ルブリントライアングルの主な任務の1つは、共通の安全保障に対する課題と脅威に効果的に対抗するために、ウクライナ、ポーランド、リトアニアの行動を調整することであり、中でもロシアからのハイブリッド脅威に対抗することが重視されている。
2021年1月29日、ルブリントライアングルの最初のオンライン会議のブリーフィングで、ウクライナのドミトロ・クレーバ外務大臣は「ウクライナ、リトアニア、ポーランドはベラルーシがルブリントライアングルに参加することに賛成しているが、その時はまだ来ていない」と述べた。
| 「                  | もちろん、ベラルーシがなければ、ルブリントライアングルは少し不完全です。最終的には、民主的なベラルーシが参加し、「ルブリンの三角形」をルブリンの「正方形」に変えてほしいと思います。しかし、その時はまだ来ていません。同時に、ベラルーシの状況は、隣国との二国間関係だけでなく、地域全体の状況にも影響を与えることを私たちは皆理解しています。 | 」 |
| —ドミトロ・クレーバ | |    |

2021年3月4日、ベラルーシの反政権派である「調整評議会」議長である政治活動家のスヴャトラーナ・ツィハノウスカヤは、ドミトロ・クレーバ外務大臣からルブリントライアングルの会議への招待を受け、ウクライナの立法府であるヴェルホーヴナ・ラーダ及びクレーバ外相が主催するオフライン会議へ招待されることを待っていると述べ、「ルブリントライアングル」を「ルブリンフォー」にしたいと述べた。

## 協力のメカニズム
ルブリントライアングルの共同宣言によれば、締結国の外務大臣は、特に多国間活動の分野で、選ばれたパートナーの参加のもと、定期的に会合を開くべきであり、また、自国の外務省の指導者レベルで協議を組織し、これらの省庁でルブリントライアングル内における協力問題に関してのポジションを設ける必要があるとした
2020年9月17日の最初のビデオ会議で、各国のコーディネーターはルブリントライアングルの主な活動を確認し、様々な作業レベルでの形式の持続可能な相互作用を確保することに合意した。会議中、彼らはルブリントライアングルの基本原則に合意し、近い将来の協力計画の概要を説明した。主なタスクの1つは、共通の安全保障に対する現在の課題や脅威に効果的に対処するため、三国の行動を調整することである。中でも、ロシアからのハイブリッド脅威への共同対抗策、特に誤った情報との戦いにおいて、国際機関内で緊密な協力を維持することの重要性が強調された。
| 「                    | 私たちは共通の価値観と利益だけでなく、私たちの国と私たちが住んでいる地域の将来に対する共通の責任によっても団結しています。これは近年、世界の政治の中心となっています。 | 」 |
| —ヴァシリー・ボドナー | |    |

副大臣はまた、三国の外務省の理事のレベルで、三者によるテーマ別協議を開始することに合意した。コーディネーターは、ベラルーシやその他の地域の状況に重要な注意を払った。ヴァシリー・ボドナーは、ウクライナの領土・主権の保全に対する絶え間ない支援とロシアの侵略に対抗するための支援に対して、パートナーに感謝の意を表した。彼はまた、クリミア・プラットフォームの主な目標について同僚に伝え、クリミア占領解除を目指す同プラットフォームの枠組みの中で積極的に協力するようポーランドとリトアニアを招待した。
2020年10月12日、ウクライナのデニス・シュミハリ首相は、新たに創設された「ルブリントライアングル」の重要性を指摘し、ポーランドのアンジェイ・ドゥダ大統領に、ウクライナ訪問時に「ルブリントライアングル」の形式での首脳会談の可能性を検討するよう呼びかけた。
2021年2月27日、リトアニアのガブリエリュス・ランズベルギス外相は、ウクライナ、リトアニア、ポーランドを統合するルブリントライアングルのイニシアチブが、ウクライナを欧州統合に近づけるとラジオ・フリー・ヨーロッパに語った。
| 「                              | このフォーマットはとても便利だと思います。そして、政治だけでなく、このフォーマットを拡張できると確信しています。また、共通の歴史、地政学、[経済学、その他多くのことについて話し合うことができました。そのようなコミュニケーションは、ある程度私たちの協力を構築することを可能にします...もちろん、それは非常に有用であり、ウクライナのヨーロッパ統合をより緊密にします。 | 」 |
| —ガブリエリュス・ランズベルギス | |    |

彼はまた、クリミア・プラットフォームのイニシアチブは、具体的な解決策を見つけるだけでなく、クリミアの占領の問題を思い出させるためにも非常に役立つと信じている。

## 取り組み

エンブレムLitPolUkrbrig

### 列国議会同盟
2005年、ウクライナのヴェルホーヴナ・ラーダ、ポーランド共和国の下院と上院、リトアニア共和国のセイマスの3つの議会の間に設立された列国議会同盟は、議会の側面で三国間の対話を確立するため作られた。同盟の設立総会は、2008年6月16日にウクライナのキエフで開催された。議会内には、ウクライナとヨーロッパ及びヨーロッパ大西洋地域の統合、人道的及び文化的協力に関する委員会が置かれている。

### 共同チーム
リトアニア・ポーランド・ウクライナ旅団（通称・リトポールウクル・ブリグ）は、国際法に従って独立した軍事作戦を実施するか、そのような作戦に参加するように設計された、共通の軍事旅団の能力を備えた多国籍ユニットである。これは、第21ピドガルライフル旅団（ポーランド）、第80アサルト旅団（ウクライナ）、大公ビルタウラン（リトアニア）の大隊から選ばれた3か国の特別軍事部隊で構成されている。
リトアニア-ポーランド-ウクライナの旅団は、2014年に防衛分野における三者協力の枠組みの中で設立された。準備の整った多国籍軍隊（国連予備協定、EU戦闘戦術グループ、NATO即応部隊）、ならびに国連、EU 、NATOおよびその他の国際安全保障組織の後援による国際平和維持および安全保障活動への国家貢献を提供する。国連安全保障会議の任務に基づき、参加国の議会による承認の場合。
2016年以来、リトポールウクル・ブリグは、ウクライナ軍でNATO標準を実装するNATOの取り組みの重要な要素となっている。旅団の主な活動には、これらの基準に関するウクライナの将校と軍隊の訓練、作戦任務の計画と実施、作戦準備の維持が含まれる。
2021年11月、ジョージアで同旅団の演習が行われた。

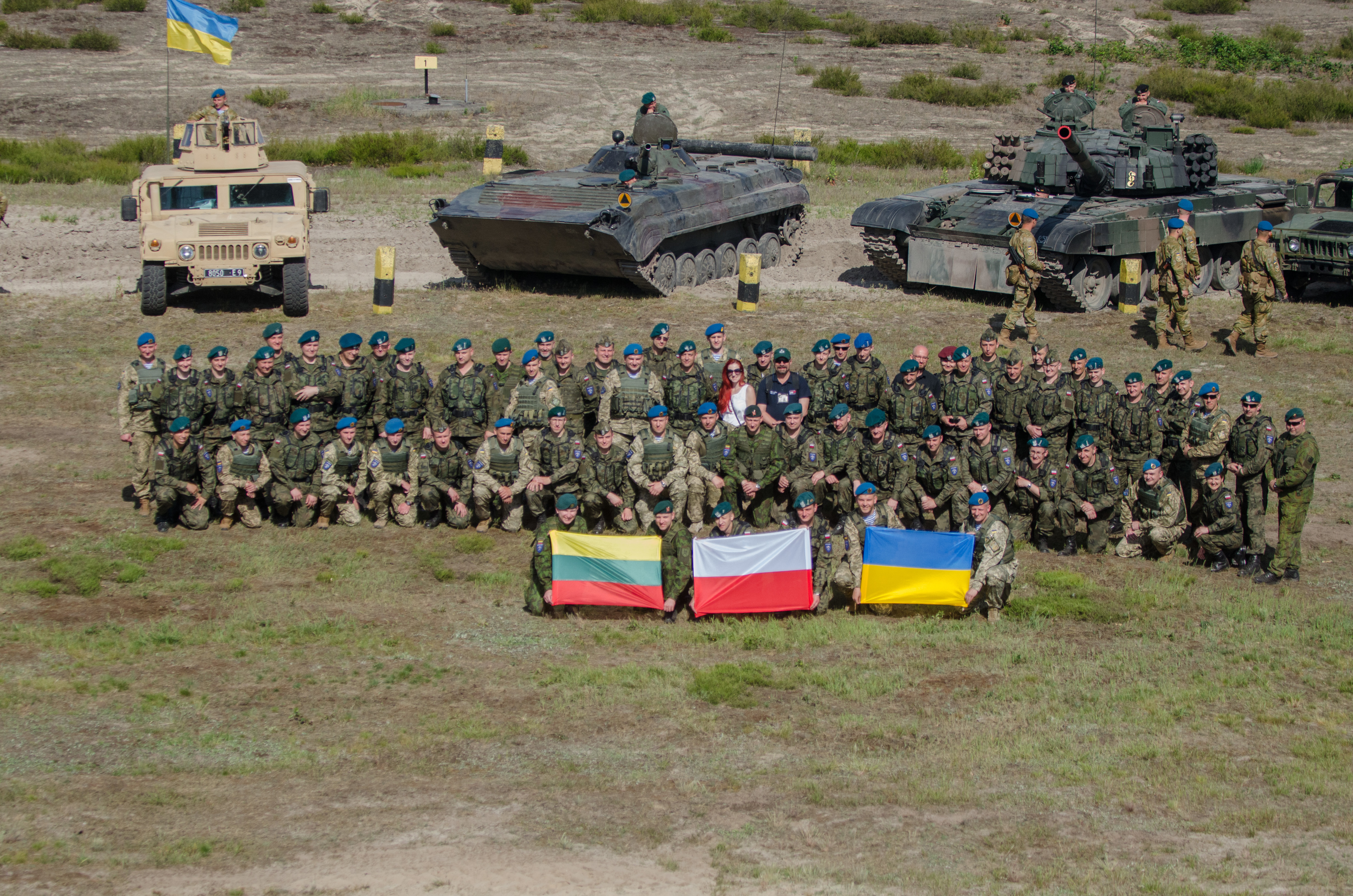
2016年6月にポーランドのノバデバテストサイトで行われた「アナコンダ-2016」演習の開会式でのリトポール-ポーランド-ウクライナ旅団の兵士。

## 国の比較
以下は、断りがない限り2022年3月現在のデータ。
| 名前             | リトアニア                                                                                        | ポーランド                                                                        | ウクライナ |
| 正式名称         | リトアニア共和国(Lietuvos Respublika)                                                             | ポーランド共和国(Rzeczpospolita Polska)                                           | ウクライナ |
| ---------------- | ------------------------------------------------------------------------------------------------- | --------------------------------------------------------------------------------- | --- |
| 象徴             |                                                                                                   |                                                                                   | |
| 国旗             | リトアニアの旗                                                                                    | ポーランドの旗                                                                    | ウクライナの旗 |
| 人口             | 2,790,407                                                                                         | 37,950,802 (2020年現在)                                                           | 41,167,336 (2022年1月現在) |
| 平方             | 65,300 km2（25,200マイル）                                                                        | 312,696 km2（120,733マイル）                                                      | 603,628 km2（233,062マイル） |
| 人口密度         | 43人/km2                                                                                          | 123人/km2                                                                         | 73人/km2 |
| システム         | 単一議会-大統領立憲共和制                                                                         | 単一議会-大統領立憲共和制                                                         | 単一議会-大統領立憲共和制 |
| 首都             | ヴィリニュス · -580,020 · （810,290大都市圏）                                                     | ワルシャワ · -1,783,321 · （3,100,844メトロポリタンテリトリー）                   | キエフ · -2,950,800 · （3,375,000大都市圏） |
| 最大の都市       | ヴィリニュス · -580,020 · （810,290大都市圏）                                                     | ワルシャワ · -1,783,321 · （3,100,844メトロポリタンテリトリー）                   | キエフ · -2,950,800 · （3,375,000大都市圏） |
| 公用語           | リトアニア語（事実上およびデジュリ）                                                              | ポーランド語（事実上およびデジュリ）                                              | ウクライナ語（事実上およびデジュリ） |
| 現在の政府の長   | イングリダ・シモニーテ首相（2020年 – 現在）                                                       | マテウシュ・モラヴィエツキ首相（法と正義; 2017年年 – 現在）                       | デニス・シュミハリ首相（2020年 – 現在） |
| 現在の国家元首   | ギタナス・ナウセダ大統領（2019年 – 現在）                                                         | アンジェイ・ドゥダ大統領（法と正義; 2015年 – 現在）                               | ウォロディミル・ゼレンスキー大統領（国民の僕; 2019年 – 現在） |
| 主な宗教         | 77.2%カトリック、4.1%正教会、0.8%古儀式派、0.6%ルター派、0.2%改革派、0.9%その他                   | 87.58%カトリック、7.10%無回答、1.28%その他、2.41%無宗教、1.63%特になし            | 67.3%東方正教会、9.4%ウクライナ東方カトリック教会、0.8%カトリック、7.7%無宗派のキリスト教徒、2.2%プロテスタント、0.4%ユダヤ教徒、0.1%仏教徒、11.0%非宗派                   |
| 民族グループ     | 84.2%リトアニア人、7.1%ポーランド人、5.8%ロシア人、1.2%ベラルーシ人、0.5%ウクライナ人、1.7%その他 | 98%ポーランド人、2%その他                                                         | 77.8%ウクライナ人、17.3%ロシア人、0.8%ルーマニア人とモルドバ人、0.6%ベラルーシ人、0.5%クリミアタタール人、0.4%ブルガリア人、0.3%ハンガリー人、0.3%ポーランド人、1.7%その他 |
| GDP（名目）      | - $54,219 млрд (2018) (80 місце) - $20,355 на душу населення (2018) (42 місце)                    | - $585.816 млрд (2018) (21 місце) - $15,426 на душу населення (2018) (56 місце)   | - $161.872 млрд (2020 кошторис) (56 місце) - $3,881 на душу населення (2020 кошторис) (119 місце)                                                                          |
| 対外債務（名目） | 344.8億ドル（2016年）-GDPの31.6%                                                                  | 281.812億ドル（2019）-GDPの47.5%                                                  | 479億ドル（2018年）-GDPの46.9% |
| GDP（PKS）       | - $107 млрд (2018) (83 місце) - $38,751 на душу населення (2018) (38 місце)                       | - $1.215 трильйон (2018) (23 місце) - $32,005 на душу населення (2018) (41 місце) | - $429.947 млрд (2018) (48 місце) - $10,310 на душу населення (2018) (108 місце)                                                                                           |
| 通貨             | ユーロ（€）-EUR                                                                                   | ポーランドズウォティ（zł）-PLN                                                    | ウクライナフリブニャ（₴）-UAH |
| 人間開発指数     | 0.869 дуже високо 34 місце - 0.774 дуже високо IHDI 13 місце                                      | 0.872 дуже високо 34 місце - 0.801 дуже високо IHDI 27 місце                      | 0.750 високо 88 місце - 0.701 високо IHDI 54 місце |